# فرودگاه شهری اوریکا
فرودگاه شهری اوریکا (به انگلیسی: Eureka Municipal Airport (California)) یک فرودگاه همگانی بهره‌برداری هوایی است که یک باند فرود آسفالت دارد و طول باند آن ۸۲۳ متر است. این فرودگاه در کشور ایالات متحده آمریکا قرار دارد و در ارتفاع ۶ متری از سطح دریا واقع شده است.